# بایقرارود
بایقرارود یکی از روستاهای آذری زبان استان آذربایجان شرقی است که در دهستان سلوک بخش مرکزی شهرستان هشترود واقع شده‌است ، بیشتر شغل مردم آن را باغداری و دامپروری است،نام این روستا از دو بخش بایقرا+رود تشکیل شده است و دلیل نامگذاری آن به بایقرارود این است که در گذشته یک رود از داخل روستا عبور میکرده است ولی امروزه این رود خشک شده است ، مردم این روستا با لهجه خواستی صحبت میکنند که بسیار شبیه به لهجه مردم شهرستان هشترود است ، این روستا همچنین امام زاده کوچکی به نام پیر دارد که مقبره امامزاده اجاق پیر در آن واقع شده است.